# Кривский, Павел Александрович
Па́вел Алекса́ндрович Кри́вский (30 ноября 1829 — 12 апреля 1905, Санкт-Петербург) — земский деятель, предводитель саратовского губернского дворянства, шталмейстер Двора Его Императорского Величества, член Государственного совета Российской империи.

## Биография
Павел Александрович родился в 1827 году в семье потомственного дворянина, владевшего землями в Сердобском и Аткарском уездах Саратовской губернии.
Окончил кадетский корпус в Москве, откуда 13 июня 1848 года был выпущен корнетом в кавалергардский полк. В апреле 1850 года он был произведён в поручики. В 1851 году, как один из деятельных участников дуэли, Кривский был переведён во Владимирский уланский полк с сохранением чина. В 1853 году Павла Кривского перевели в лейб-гвардии кирасирский полк. В 1854 году он был произведён в штабс-ротмистры. Через два года Кривский ушёл в отставку по болезни, получив чин ротмистра.
Павел Александрович вернулся в Саратовскую губернию в имение матери. С 18 мая 1861 года по 1862 год он, вместе с братом Владимиром, занимал должность мирового посредника по Сердобскому уезду. На этой должности Кривский развернул деятельность, способствующую утверждению крестьянской реформы в собственном и соседних имениях. Это привело к обострению отношений Кривского с уездными помещиками. На имя саратовского губернатора князя В. А. Щербатова поступила просьба «удалить вредных филантропов братьев Кривских».
П. А. Кривский переехал на жительство в Саратов, где с 1864 года служил корреспондентом Главного государственного управления по коннозаводству, в том же году Павел Александрович получил чин коллежского асессора. В 1866 году он был пожалован в камер-юнкеры, а в 1869 году получил чин коллежского советника. В том же году Кривский был избран в почётные мировые судьи по Сердобскому уезду. В 1870 году Павел Александрович пожалован придворным званием камергера Двора. В 1873 году Кривский был приглашён министром государственных имуществ П. А. Валуевым в «Особую комиссию для исследования положения сельского хозяйства и сельской производительности в России» и в том же году произведён в статские советники.
5 ноября 1876 года П. А. Кривский был избран в предводители саратовского губернского дворянства. В этой должности он прослужил четыре выборных срока, до 31 декабря 1887 года. В апреле 1878 года Павел Александрович был пожалован в должность шталмейстера Двора Его Императорского Величества. Он был также произведён в действительные статские советники.
.

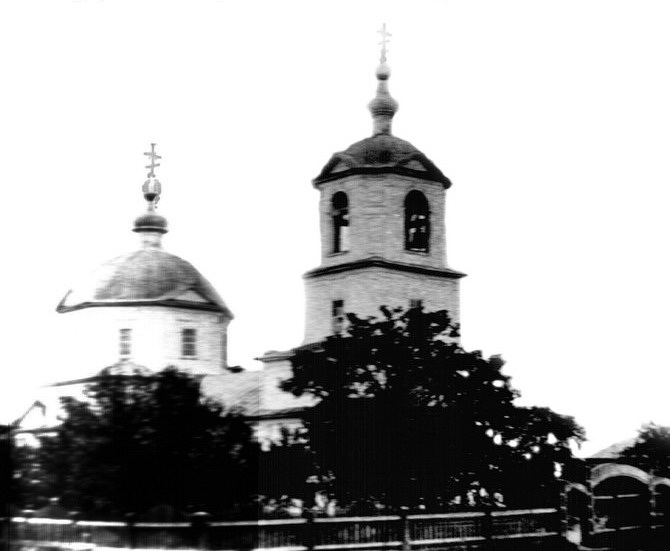
Церковь Покрова Божьей матери и св. Николая в селе Борки Ртищевского района, около которой находился склеп Кривских (ныне не существует)

Оставив службу, Кривский поселился в своем родовом имении в селе Борки Сердобского уезда (ныне Ртищевского района). Устроив себе новую усадьбу, он сам занимался сельским хозяйством, коневодством и овцеводством. Павел Александрович имел конезавод на 500 голов. Его лошади взяли 6 золотых и 4 серебряных медали на 10 российских выставках. В усадьбе имелась овчарня на 300 овец. Шерсть его овец породы «инфантадо» была очень высокого качества, а отдельные экземпляры баранов и маток получали высшие награды на разных выставках не только в России, но и за границей, например, в Париже и Чикаго. В 1891 году он получил «во внимание к заслугам по улучшению овцеводства в России» большую золотую медаль «За полезную деятельность по сельскому хозяйству».
26 декабря 1896 года П. А. Кривский был вновь избран саратовским дворянством в губернские предводители и прослужил в этой должности ещё два выборных срока. В следующем году он был приглашён в комиссию при Министерстве внутренних дел для рассмотрения, по высочайшему повелению, составленного им проекта правил о найме на сельские работы. 6 мая 1902 года П. А. Кривский вынужден был оставить должность губернского предводителя, так как его назначили членом Государственного совета, с присутствованием в департаменте законов.
Павел Александрович Кривский умер в Санкт-Петербурге в 1905 году на Страстной неделе. Его тело было перевезено в Саратовскую губернию и похоронено около церкви в семейном склепе в селе Борки.
Сразу после событий 1917 года склеп Кривских были обворован. Церковь разрушили в середине 1930-х годов, а склеп в середине 1950-х годов разобрали на кирпич для строительства телятника. Останки рода Кривских перезахоронили на сельском кладбище, однако точное местонахождение могилы в настоящее время не известно.

## Семья
П. А. Кривский был женат на Варваре Алексеевне Трубачёвой, дочери действительного статского советника. У него было две дочери — Елизавета и Ольга.

## Награды
- Орден Белого орла (1902 год)
- Орден Святого Владимира II степени (апрель 1899 год)
- Орден Святого Владимира III степени (апрель 1878 год)
- Орден Святой Анны I степени (1886 год)
- Орден Святого Станислава I степени (1883 год)
- Орден Святого Станислава II степени (1869 год)
- Орден Льва и Солнца I степени (Персия, 1888 год)